# San Antonio de los Tepetates
San Antonio de los Tepetates är en ort i Mexiko.   Den ligger i kommunen León och delstaten Guanajuato, i den centrala delen av landet, 300 km nordväst om huvudstaden Mexico City. San Antonio de los Tepetates ligger 1 784 meter över havet och antalet invånare är 1 118.
Terrängen runt San Antonio de los Tepetates är en högslätt. Runt San Antonio de los Tepetates är det tätbefolkat, med 683 invånare per kvadratkilometer. Närmaste större samhälle är León de los Aldama, 9,4 km norr om San Antonio de los Tepetates. Omgivningarna runt San Antonio de los Tepetates är en mosaik av jordbruksmark och naturlig växtlighet.